# Emil Dürr
Emil Dürr (* 3. Dezember 1883 in Bözingen; † 12. Februar 1934 in Basel; heimatberechtigt in Pratteln) war ein Schweizer Historiker und Archivar.

## Leben
Der Sohn eines Bäckers studierte Geschichte an den Universitäten Genf, München, Berlin und Basel, wo er 1908 auch promoviert wurde. Er arbeitete ab 1909 im Staatsarchiv Basel-Stadt, von 1914 bis 1920 im Schweizerischen Wirtschaftsarchiv ebenda. 1918 wurde er ausserordentlicher, 1925 ordentlicher Professor an der Universität Basel. Ab 1931 hatte er den Lehrstuhl für Allgemeine Geschichte mit besonderer Berücksichtigung der Schweizer Geschichte inne.
Wissenschaftlich beschäftigte sich Dürr vor allem mit der Schweizer Geschichte im späten Mittelalter sowie mit Jacob Burckhardt. Er war Herausgeber bzw. Mitherausgeber der ersten beiden Bände der sechsbändigen «Aktensammlung zur Geschichte der Basler Reformation».
Beim Landesstreik 1918 beteiligte sich Dürr am Aufbau der Bürgerwehr. 1920 wurde er als Abgeordneter der Liberal-Demokratischen Partei (LDP) in den Grossen Rat des Kantons Basel-Stadt gewählt.  In zweiter Ehe war er mit Adrienne von Speyr verheiratet.
Emil Dürr starb 1934 durch einen Unfall. Seine letzte Ruhestätte fand er auf dem Friedhof am Hörnli.

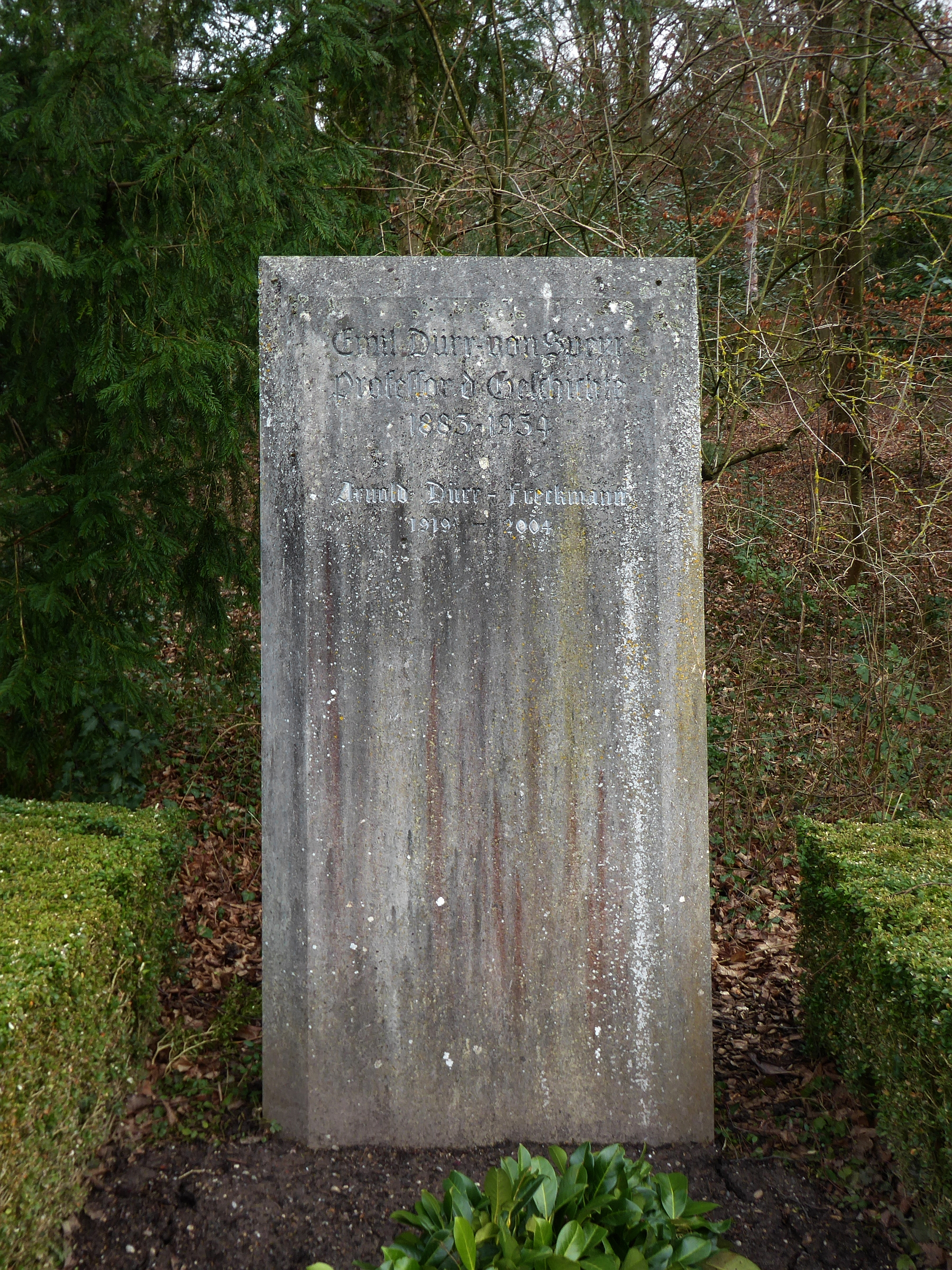
Grab auf dem Friedhof am Hörnli, Riehen, Basel-Stadt

## Schriften (Auswahl)
- Die Quellen des Aegidius Tschudi in der Darstellung des Alten Zürichkrieges: Buch XI, XII, XIII der Eidgenössischen Chronik quellenkritisch untersucht. W. Riehm, Basel 1908 (Dissertation).
- Galazzo Maria Sforza und seine Stellung zu den Burgunderkriegen. In: Basler Zeitschrift für Geschichte und Altertumskunde. Bd. 10, 1911, S. 259–414 (Digitalisat).
- Die Nicolai de preliis et occasu ducis Burgundie historia und deren Verfasser. In: Basler Zeitschrift für Geschichte und Altertumskunde. Bd. 11, 1912, S. 395–419 (Digitalisat).
- Die auswärtige Politik der Eidgenossenschaft und die Schlacht bei Marignano: Zum 13. und 14. September 1915 – Ein Beitrag zum Ursprung und Wesen der schweizerischen Neutralität. Helbing und Lichtenhahn, Basel 1915.
- Das mailändische Kaptitulat, Savoyen und der burgundisch-schweizerische Vertrag vom Jahre 1467. In: Basler Zeitschrift für Geschichte und Altertumskunde. Bd. 14, 1915, S. 203–273 (Digitalisat).
- Freiheit und Macht bei Jacob Burckhardt. Helbing und Lichtenhahn, Basel 1918.
- Machiavellis Urteil über die Schweiz. In: Basler Zeitschrift für Geschichte und Altertumskunde. Bd. 17, 1918, S. 162–194 (Digitalisat).
- Die Demokratie in der Schweiz nach der Auffassung von Alexis de Tocqueville. In: Basler Zeitschrift für Geschichte und Altertumskunde. Bd. 23, 1925, S. 225–279 (Digitalisat).
- Neuzeitliche Wandlungen in der schweizerischen Politik: Eine historisch-politische Betrachtung über die Verwirtschaftlichung der politischen Motive und Parteien. Helbing und Lichtenhahn, Basel 1928.
- Die Politik der Eidgenossen im XIV. und XV. Jahrhundert: Eidgenössische Grossmachtpolitik im Zeitalter der Mailänderkriege (= Schweizer Kriegsgeschichte. H. 4). Oberkriegskommissariat, Bern 1933.
- Jacob Burckhardt als politischer Publizist: Mit seinen Zeitungsberichten aus den Jahren 1844/45. Fretz und Wasmuth, Zürich 1937.